# Colonia de artistas

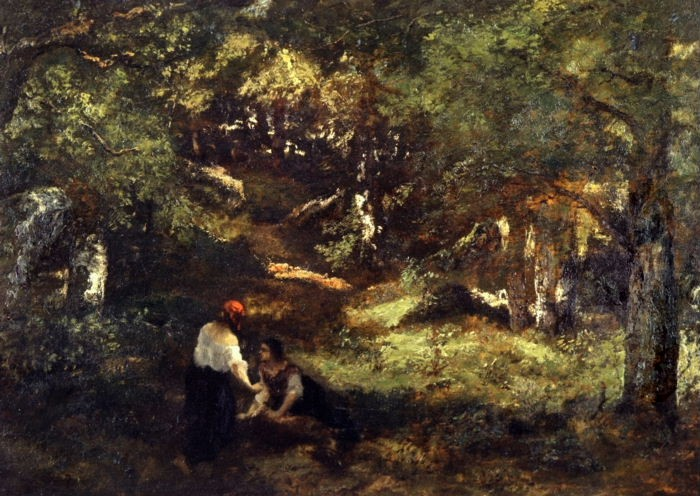
Narcisso Virgilio Díaz de la Peña - El bosque de Fontainebleau, 1860

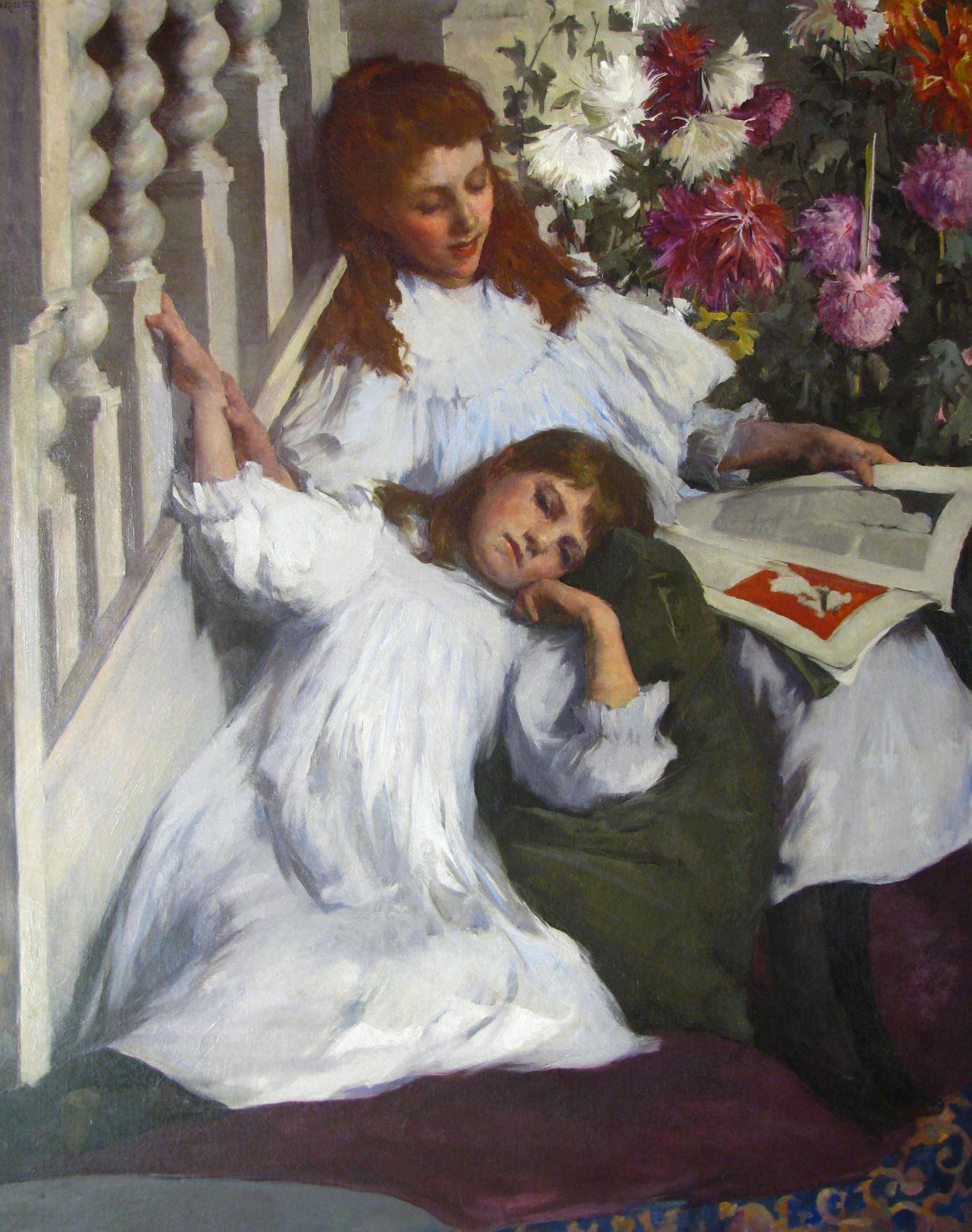
Elizabeth Adela Forbes - Sisters

Una colonia de arte, también conocida como colonia de artistas, se puede definir de dos maneras. Su descripción más liberal se refiere a una congregación orgánica de artistas en pueblos, aldeas y áreas rurales, a menudo atraídos por áreas de belleza natural, la existencia previa de otros artistas o escuelas de arte y a menudo un coste de vida más bajo. El término también se refiere al modelo invitado-anfitrión de una comunidad planificada impulsada por una misión, que administra un proceso formal para otorgar residencias a los artistas. En el último caso, una misión típica podría incluir proporcionar a los artistas el tiempo, el espacio y el apoyo para crear; fomentar la comunidad entre los artistas; y proporcionar educación artística (conferencias, talleres) al público. Los modelos estadounidenses de principios del siglo XX de este tipo incluyen la MacDowell Colony de New Hampshire y la Yaddo de Nueva York. 

P S Krøyer 1899 - Sommeraften ved Skagens strand.

Actualmente en todo el mundo, las dos principales organizaciones que prestan servicios a las colonias de artistas y centros residenciales son Res Artis, en Ámsterdam, y Alliance of Artists Communities, en Providence, Rhode Island. La Red Intra Asia de Taiwán es un organismo menos formal que trabaja para promover las comunidades creativas y los intercambios en toda Asia. Colectivamente, estos grupos supervisan la mayoría de las colonias de artistas activos del mundo.

## Período formativo en Europa

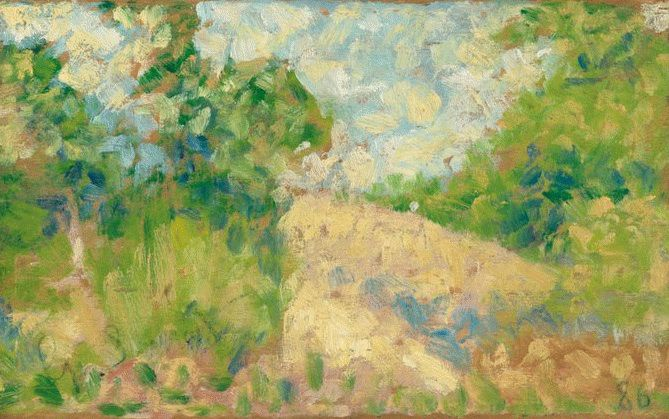
Champs à Barbizon (Campo en Barbizon) de Georges Seurat, c 1882, óleo sobre panel que representa el campo en Francia.

Las colonias de arte surgieron inicialmente en pueblos de zonas rurales y costeras, en el siglo XIX y principios del XX. Se estima que entre 1830 y 1914, unos 3.000 artistas profesionales participaron en un movimiento masivo de alejamiento de los centros urbanos hacia el campo, residiendo durante períodos de tiempo variables en más de 80 comunidades. Estas colonias se caracterizan típicamente de acuerdo con la permanencia durante todo el año y el tamaño de la población. Por lo tanto, las colonias transitorias tenían poblaciones de artistas que fluctuaban anualmente, a menudo había pintores que las visitaban solo una temporada de verano, en lugares como Honfleur, Giverny, Katwijk, Frauenchiemsee, Volendam y Willingshausen. Las colonias semiestables se caracterizan por su mezcla semipermanente de artistas visitantes y residentes que compraban o construían sus propias casas y estudios. Los ejemplos incluirían Ahrenshoop, Barbizon, Concarneau, Dachau, St. Ives, Laren y Skagen. Finalmente, las colonias estables se caracterizan por sus grandes grupos de artistas residentes permanentes a tiempo completo que compraron o construyeron sus propias casas y estudios, en lugares como Egmond, Sint-Martens-Latem, Newlyn y Worpswede.
Si bien aparecieron colonias de artistas en toda Europa, así como en América y Australia, la mayoría de las colonias se agruparon en los Países Bajos, Alemania Central y Francia. En general, artistas de treinta y cinco nacionalidades diferentes estuvieron representados en estas colonias, con estadounidenses, alemanes y británicos formando los grupos participantes más numerosos. Esto le dio a la socialización un sabor cosmopolita: "Rusia, Suecia, Inglaterra, Austria, Alemania, Francia, Australia y Estados Unidos estaban representados en nuestra mesa, todos como una gran familia, y luchando por el mismo objetivo", escribió la pintora Annie Goater. en 1885 en un ensayo sobre sus experiencias recientes en una colonia francesa.
Los pueblos también se pueden clasificar según las nacionalidades que atrajeron. Barbizon, Pont-Aven, Giverny, Katwijk, Newlyn y Dachau atrajeron a artistas de todo el mundo y tenían un pronunciado sabor internacional. Los estadounidenses siempre fueron una presencia importante en Rijsoord, Egmond, Grèz-sur-Loing, Laren y St Ives. Grèz-sur-Loing pasó por una fase escandinava en la década de 1880 y los alemanes eran el grupo más grande después de los indígenas holandeses en Katwijk. Por otro lado, los extranjeros eran raros en Sint-Martens-Latem, Tervuren, Nagybanya, Kronberg, Staithes, Worpswede y Willingshausen, mientras que Skagen albergaba principalmente a daneses y algunos otros escandinavos.

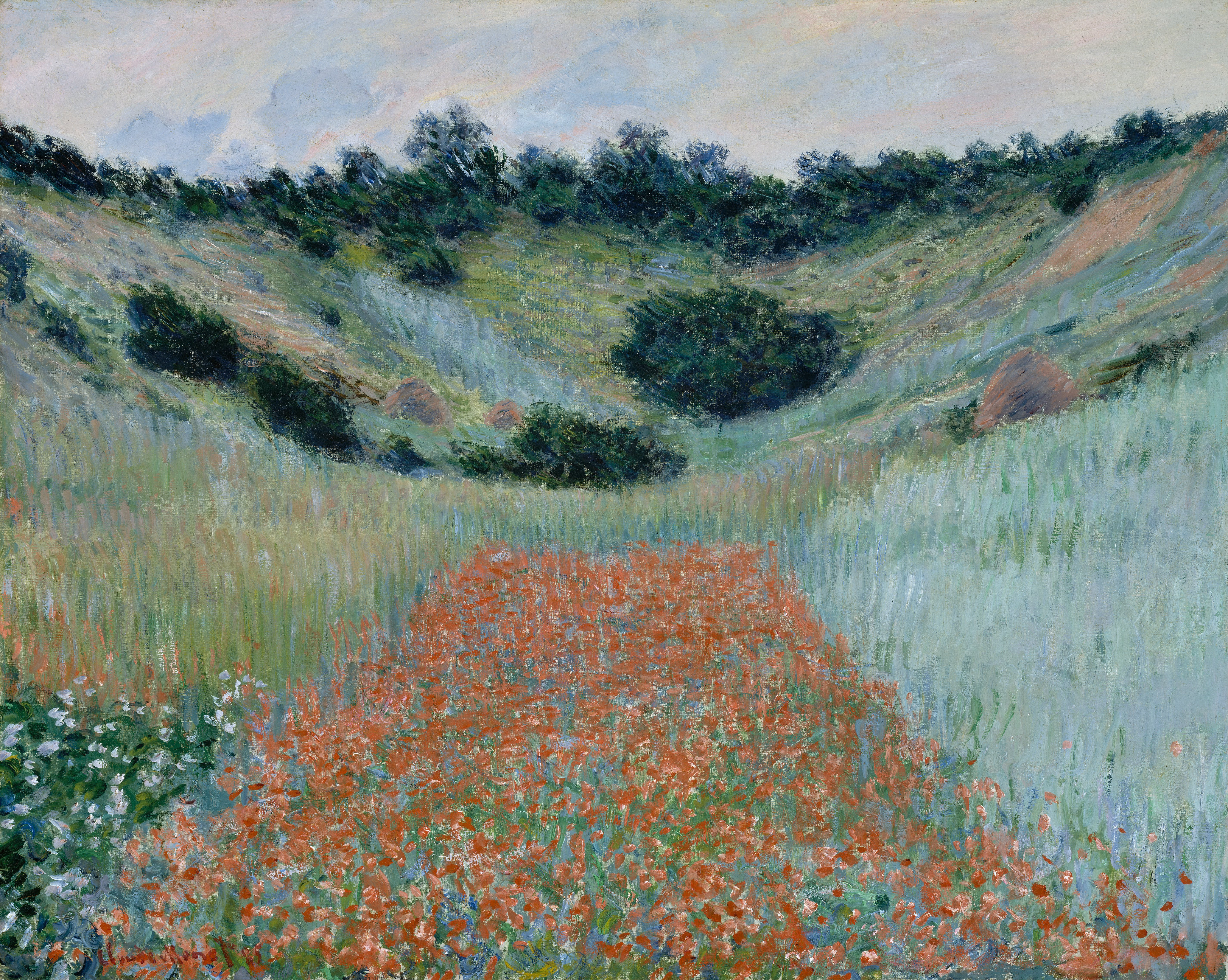
Claude Monet representa la campiña francesa en Poppy Field in a Hollow cerca de Giverny, óleo sobre lienzo, 1885.

Algunos pintores fueron reconocidos dentro de los círculos artísticos por establecerse permanentemente en un solo pueblo, sobre todo Jean-François Millet en Barbizon, Robert Wylie en Pont-Aven, Otto Modersohn en Worpswede, Heinrich Otto en Willinghausen y Claude Monet en Giverny. No eran necesariamente líderes, aunque estos artistas eran respetados y tenían cierta autoridad moral en sus respectivas colonias. También había "errantes de colonias" regulares que se movían por las colonias de arte de Europa de manera nómada. Max Liebermann, por ejemplo, pintó en Barbizon, Dachau, Etzenhausen y al menos seis colonias holandesas de corta duración; Frederick Judd Waugh trabajó en Barbizon, Concarneau, Grèz-sur-Loing, St Ives y Provincetown en Estados Unidos; Evert Pieters estuvo activo en Barbizon, Egmond, Katwijk, Laren, Blaricum, Volendam y Oosterbeek ; Elizabeth Armstrong Forbes pintó en Pont-Aven, Zandvoort, Newlyn y St Ives.

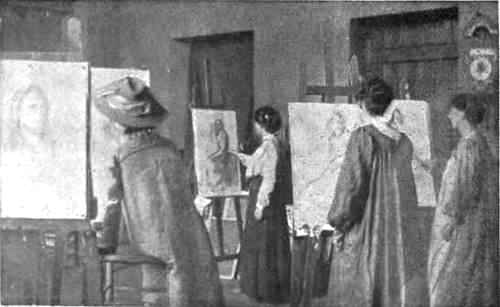
Estudiantes trabajando en la Newlyn Art School, Inglaterra, 1910.

La mayor parte de las primeras colonias de arte europeas serían víctimas de la Primera Guerra Mundial. Europa ya no era el mismo lugar social, política, económica y culturalmente, y las colonias de arte parecían un anacronismo en un mundo abrasivamente moderno. Sin embargo, una pequeña proporción perduró de una u otra forma y debe su existencia continua al turismo cultural. Las colonias de Ahrenshoop, Barbizon, Fischerhude, Katwijk, Laren, Sint-Martens-Latem, Skagen, Volendam, Willingshausen y Worpswede no sólo siguen funcionando de manera modesta, sino que también tienen sus propios museos donde, además de mantener colecciones históricas de obras producidas en la colonia organizan exposiciones y programas de conferencias. Si no les ha ido tan bien, varias antiguas colonias importantes, como Concarneau y Newlyn, se recuerdan a través de pequeñas pero significativas colecciones de imágenes que se encuentran en los museos regionales. Otras colonias sucumbieron a finales del siglo XX a los empresarios culturales que han remodelado las aldeas en un esfuerzo por simular la apariencia 'auténtica' de la colonia durante su apogeo artístico. Esto no siempre tiene éxito, dado que Giverny, Grèz-sur-Loing, Kronberg, Le Pouldu, Pont-Aven, Schwaan y Tervuren probablemente se encuentran entre las colonias de arte más negativamente comercializadas.

## Colonias artísticas en Europa

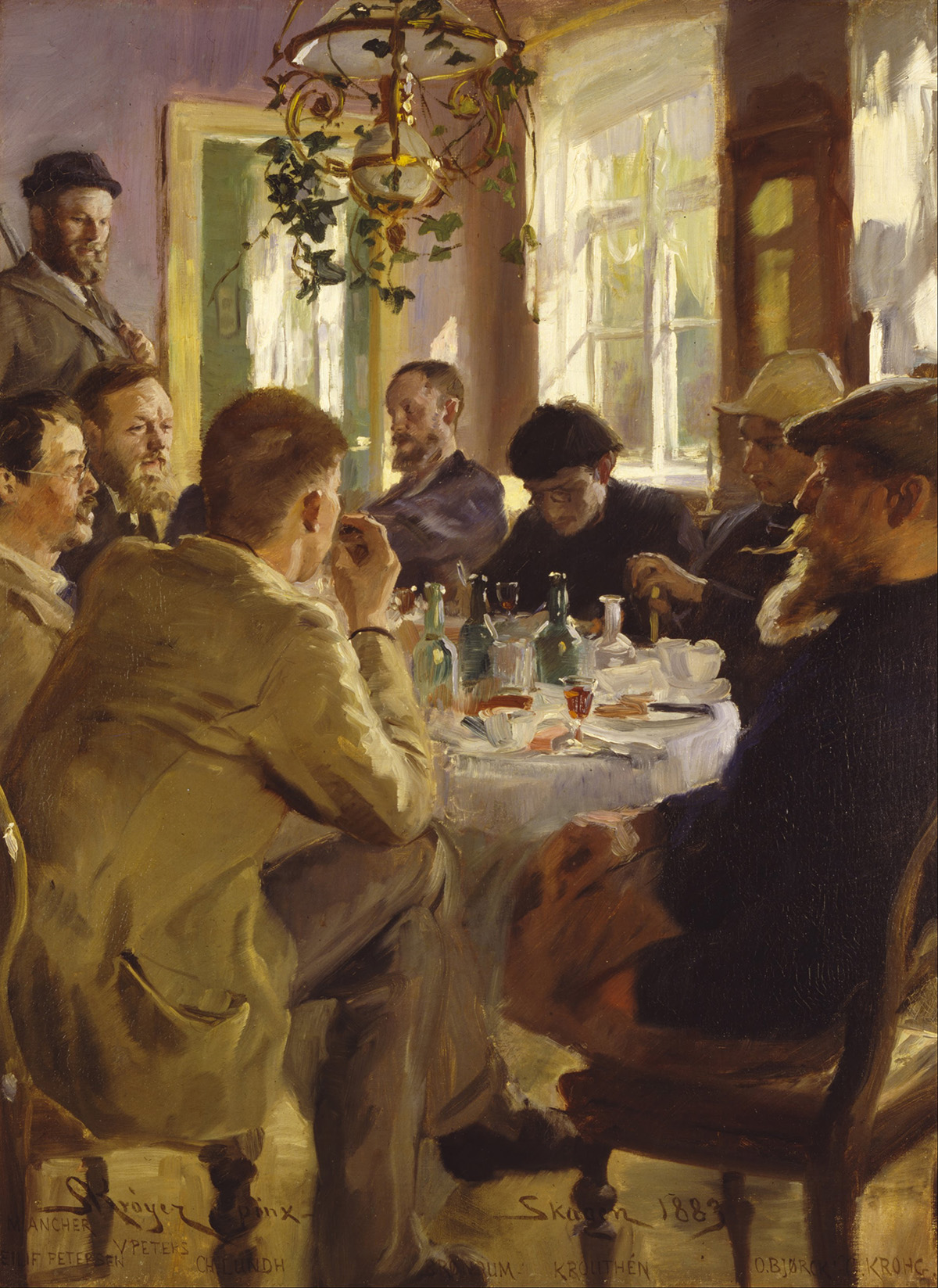
Krøyer - Almuerzo de artistas en Skagen - 1883

### Dinamarca
- Skagen[2]
- Escuela de pintores de Bornholm
- Pintores de Fionia
- Odsherred Painters

### Finlandia
- Önningeby (Åland)
- Tuusula

### Noruega

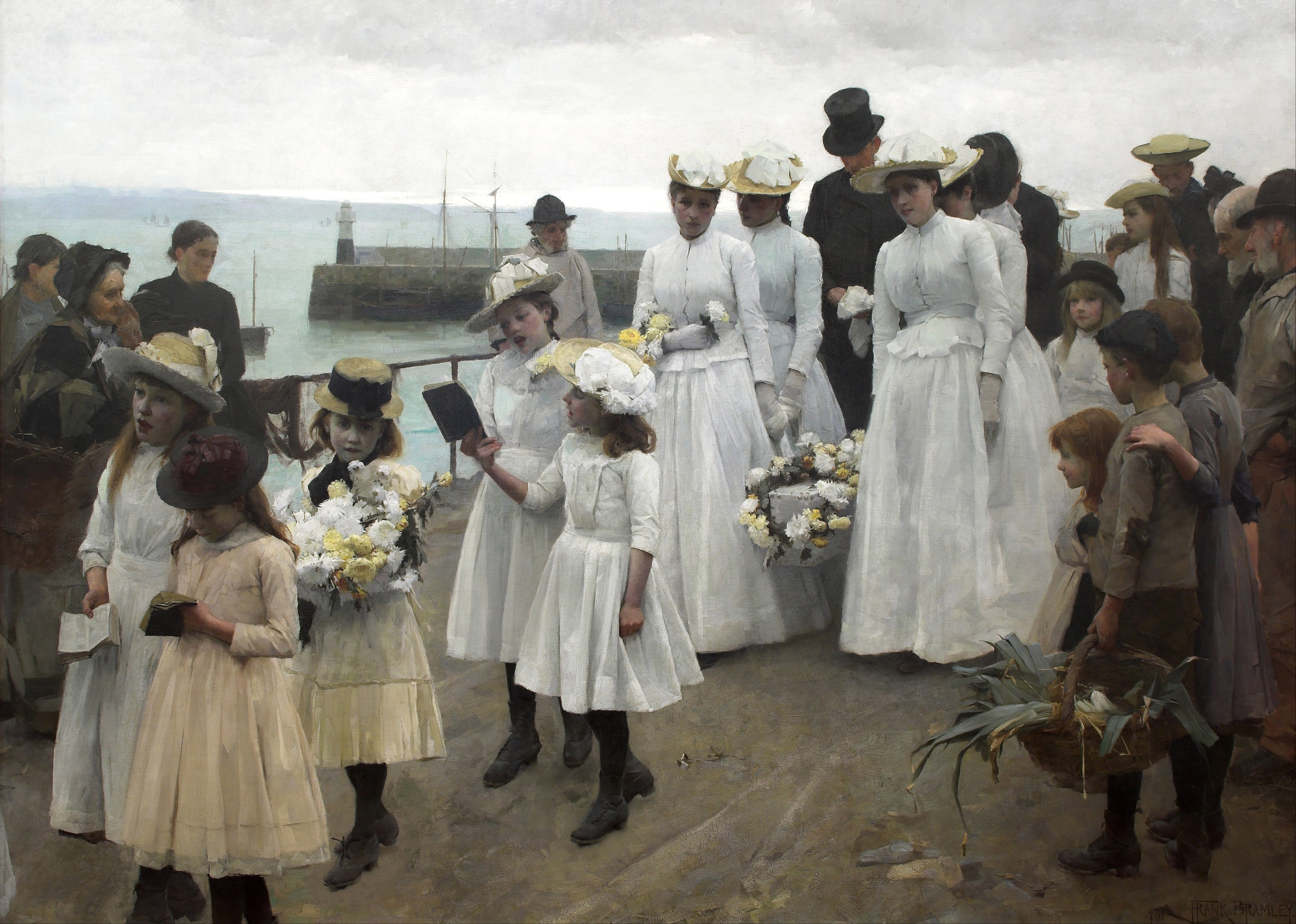
Frank Bramley - For of Such is the Kingdom of Heaven - Newlyn

- Åsgårdstrand
- Vågåsommeren

### Reino Unido
- Chipping Campden, Gloucestershire
- Ditchling, Sussex
- Glasgow School, Glasgow
- Newlyn, Cornwall (Stanhope Forbes, Munnings, Laura Knight, Gotch, Tayler, Tuke)
- St. Ives, Cornwall (Hepworth)
- Staithes, North Yorkshire (Laura Knight, Anderson, Bagshawe, Barrett, Booth)[2]
- Walberswick (Suffolk) (Steer, Keens)
- Cockburnspath (Lammermuir) (Guthrie, Cawhall, Melville)
- Kirkcudbright (Dumfries) (Glasgow School)
- The Holland Park Circle, Holland Park, West London (George Frederic Watts, Frederic Leighton, Val Prinsep, Luke Fildes, William Burges, Hamo Thornycroft, Marcus Stone, William Holman Hunt)

### Chipre
- Lempa

### Grecia

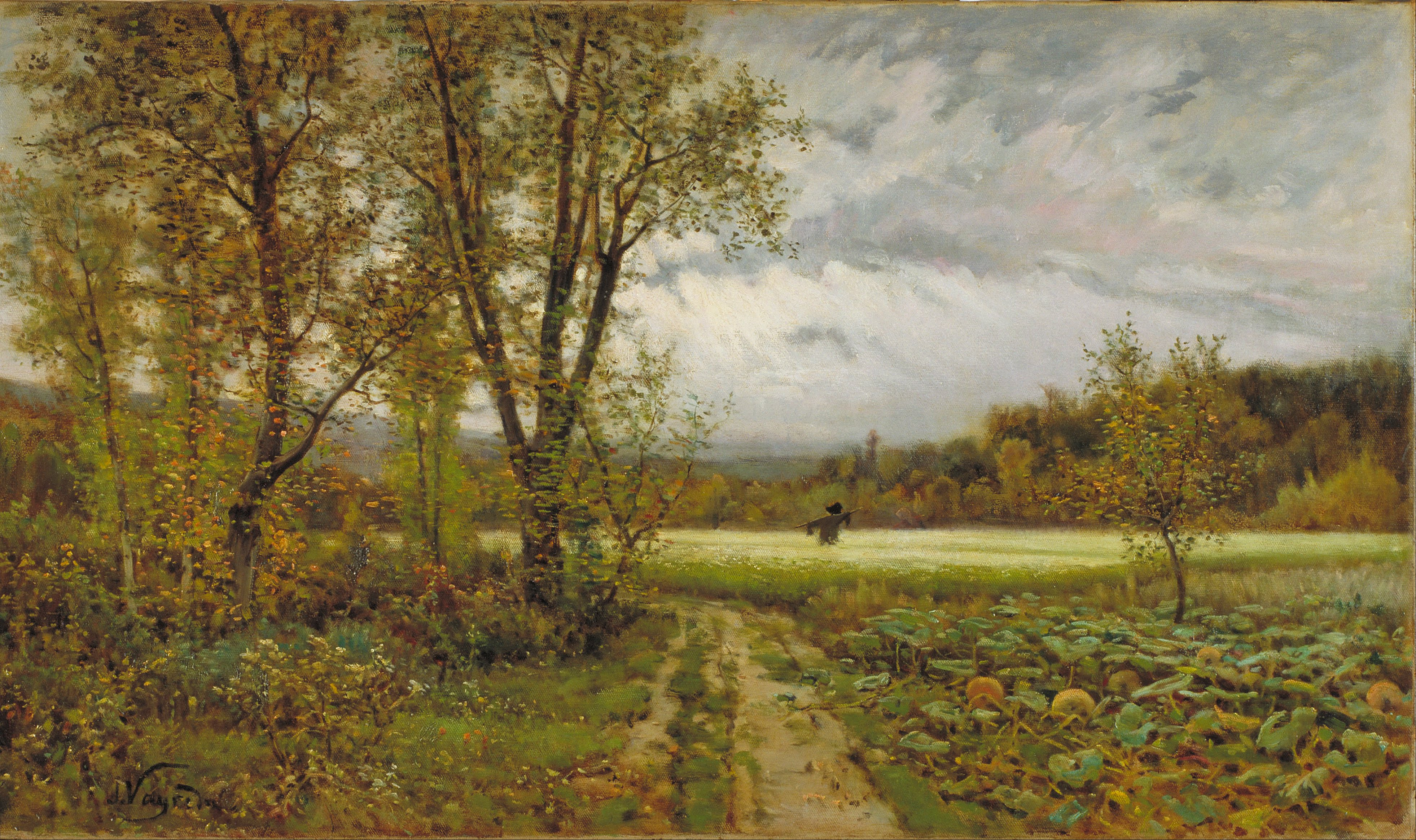
Joaquim Vayreda - El espantapájaros - Escuela de Olot

- Argalasti, South Pelion

### Cataluña
- Olot
- Sitges

### Bélgica

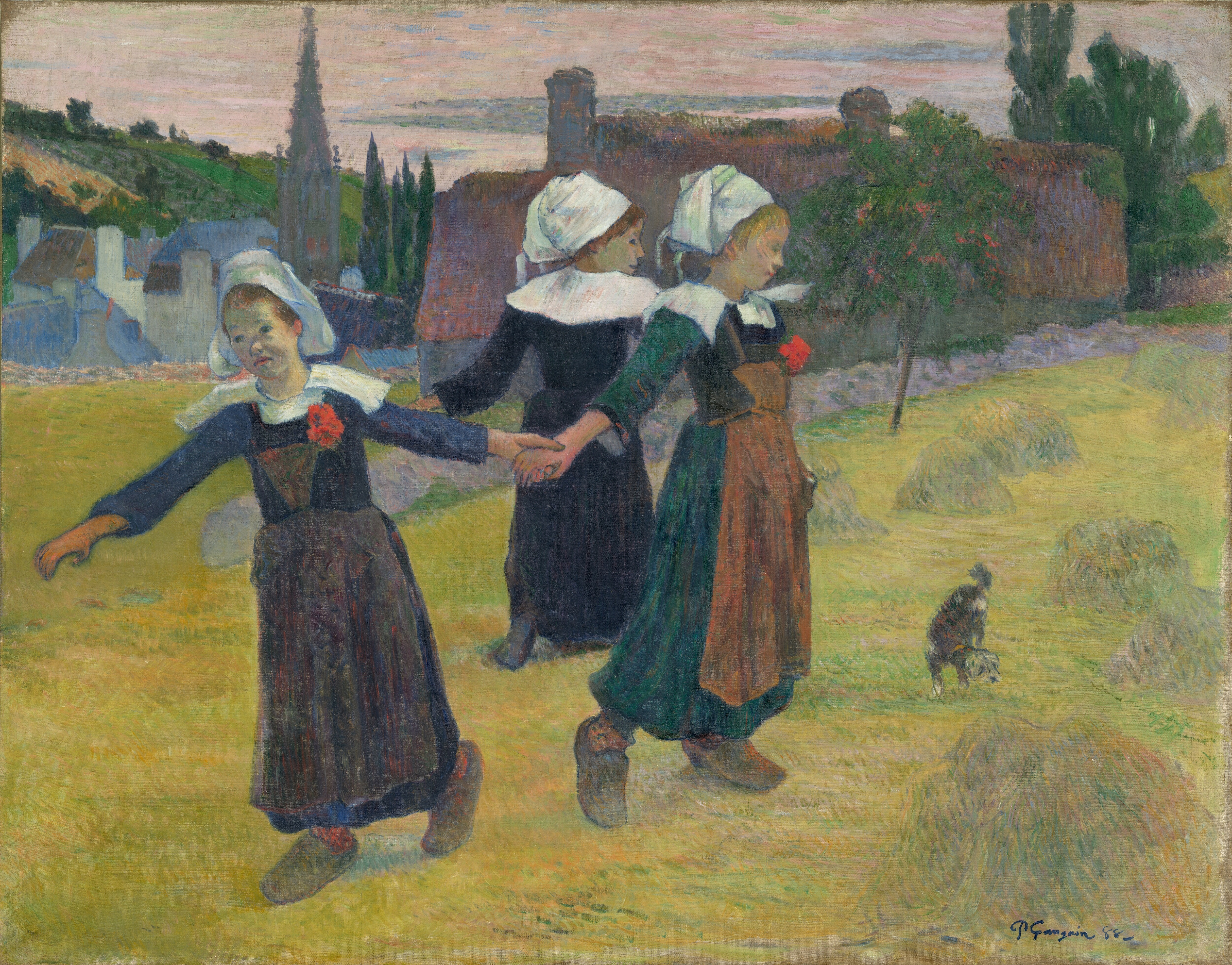
Paul Gauguin - La Ronde des petites Bretonnes

- Sint-Martens-Latem
- Tervuren

### Francia
- Abbaye de Créteil
- Argenteuil (Monet, Sysley then Signac)
- Auvers-sur-Oise (Van Gogh, Gauguin)
- Barbizon (Rousseau, Millet)[2]
- Bougival
- Céret (Soutine, Krémègne, Masson, Marquet)
- Crozant
- Étaples (Henri Le Sidaner, then English-language Impressionists and Post-Impressionists between 1890-1914)
- Giverny (Monet)[2]

- Grez-sur-Loing (Corot, Larsson)[1]
- L'Isle-Adam
- Pont-Aven and Le-Pouldu (Gauguin, Sérusier)

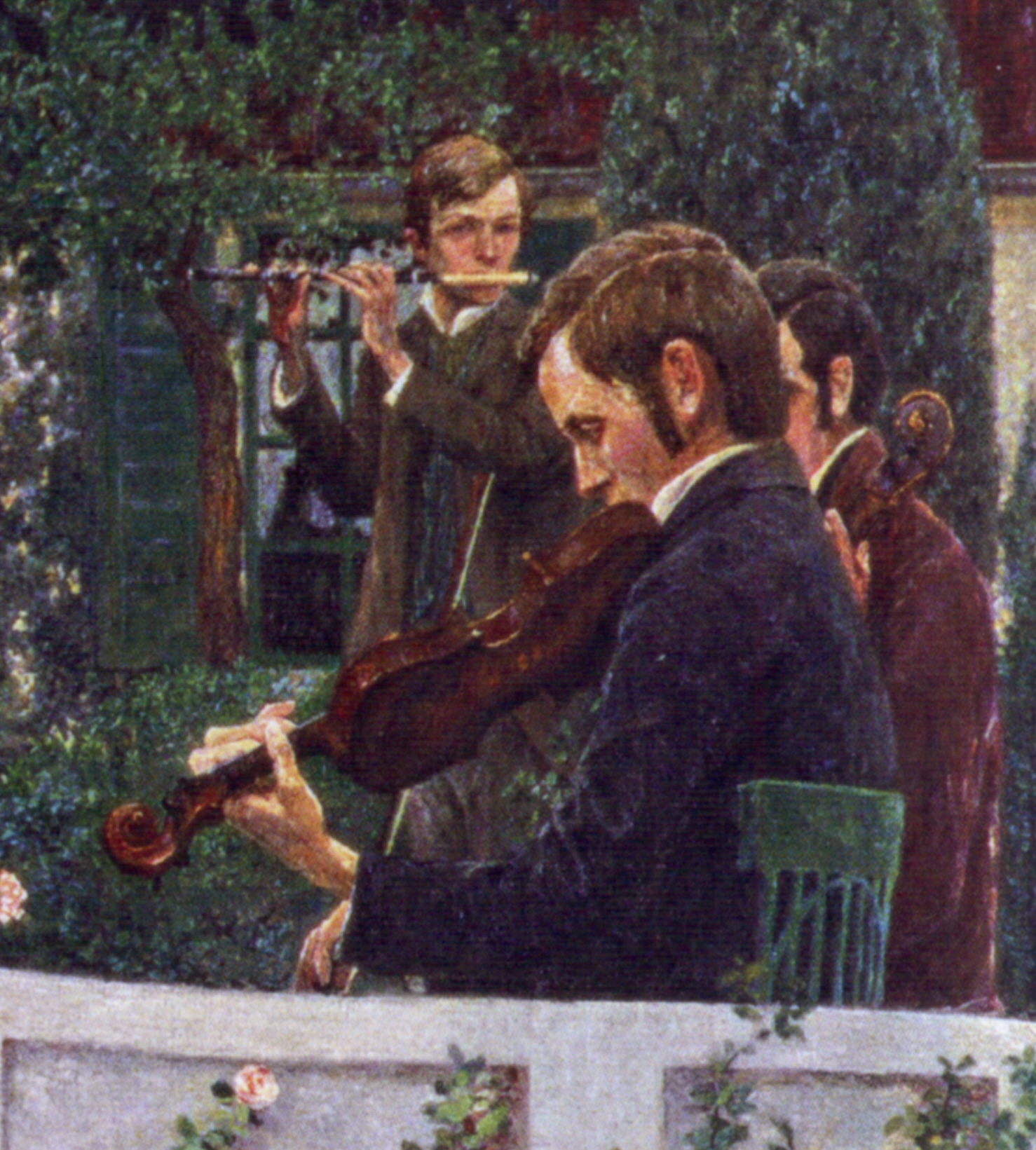
Heinrich Vogeler - Sommerabend - Worpswede

- Puteaux

### Alemania
- Ahrenshoop
- Benz
- Colonia de artistas de Dachau[2]
- Hiddensee
- Kronberg
- Kallmünz
- Worpswede[2]
- Schwaan

### Holanda
- Bergen, North Holland
- Domburg
- Katwijk[2]
- Pintores de Laren[2]
- Kortenhoef
- Scheveningen
- Noorden
- Oosterbeek
- Rijsoord

### Hungría
- Epreskert Art Colony, Budapest
- Gödöllő
- Hódmezővásárhely
- Kecskemét
- Nagybánya (today Baia Mare, Romania)
- Százados Road Art Colony, Budapest
- Szentendre
- Szolnok

### Lituania
- Nida (also known as Nidden)

### Macedonia del norte
- Ohrid Colonia Ramazzoti
- Strumitsa
- Veles

### Polonia
- Kazimierz Dolny
- Krzemieniec (today Kremenets in Ukraine)
- Zakopane

### Rusia
- Abramtsevo
- Peredelkino
- Talashkino

### Serbia
- Savamala, Belgrade
- Gamzigrad

## Historia en los Estados Unidos

### Modelo temprano
Algunas colonias de arte se organizaban y planificaban, mientras que otras surgían porque a algunos artistas les gustaba congregarse, encontrando compañerismo e inspiración, y competencia constructiva, en compañía de otros artistas.
La Academia Estadounidense en Roma, fundada en 1894 originalmente como Escuela Estadounidense de Arquitectura, que al año siguiente se unió a la Escuela Estadounidense de Estudios Clásicos, a menudo se cita como el modelo inicial de lo que se convertiría en la colonia moderna de artes y humanidades. Su campus bien financiado y bien organizado, y su amplio programa de becas, pronto fueron replicados por las colonias de artistas de principios del siglo XX y sus benefactores adinerados.

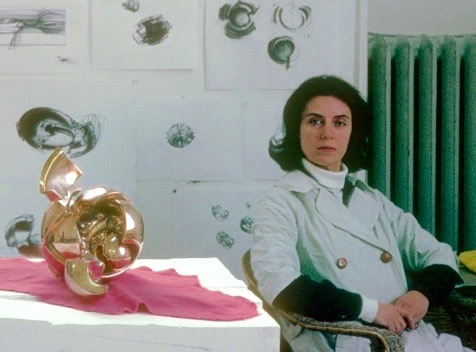
Luise Kaish (1925-2013) en la Academia Americana de Roma.

### El Noreste

#### New Hampshire
La Colonia MacDowell en Peterborough fue fundada en 1907 por el compositor Edward MacDowell y su esposa, Marian. MacDowell se inspiró en la Academia Estadounidense en Roma y su misión de proporcionar a los artistas estadounidenses una base de operaciones en el centro de las tradiciones clásicas. MacDowell, que era miembro de la Academia Estadounidense, creía que un entorno rural, libre de distracciones, demostraría ser creativamente valioso para los artistas. También creía que las discusiones entre artistas, arquitectos y compositores en activo enriquecerían su trabajo.

#### Nueva York

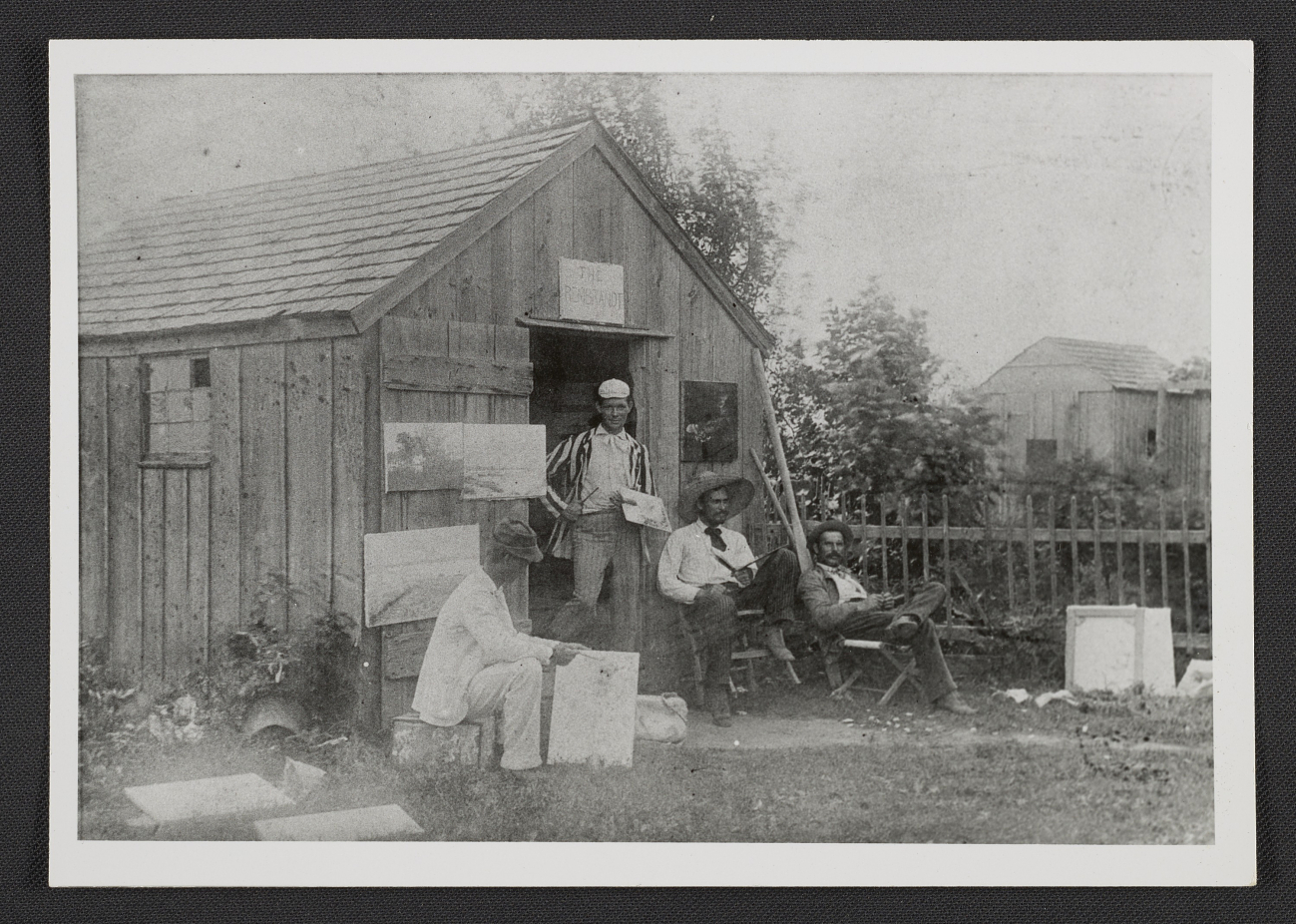
Estudiantes en la Escuela de Arte de Verano de Shinnecock Hills en Southampton, NY, ca.1895.

Thomas y Wilhelmina Weber Furlong de la Art Students League de Nueva York llamaron a su residencia de verano privada colonia de arte Golden Heart Farm cuando la abrieron en el verano de 1921. Ubicada en el norte del estado de Nueva York en el lago George, la colonia y sus artistas en residencia estaban en el centro del movimiento moderno estadounidense cuando importantes artistas de Manhattan viajaron a Golden Heart Farm para escapar de la ciudad y estudiar con la pareja.
Otra colonia famosa, Yaddo en Saratoga Springs, fue fundada poco después. Spencer Trask y su esposa Katrina Trask concibieron la idea de Yaddo en 1900, pero el primer programa de residencia para artistas no se inició formalmente hasta 1926.
Woodstock Art Colony en la ciudad del mismo nombre comenzó como dos colonias. Conocida originalmente como Byrdcliffe, fue fundada en 1902 por Ralph Radcliffe Whitehead, Hervey White y Bolton Brown . Dos años más tarde, Hervey White la rebautizó como Maverick Colony, después de separarse de Byrdcliffe en 1904. La ciudad de Woodstock sigue siendo un centro activo de galerías de arte, música y representaciones teatrales.
La comunidad de Roycroft era una colonia de arte influyente de Arts and Crafts que incluía tanto a artesanos como a artistas. Fundada por Elbert Hubbard en 1895, en el pueblo de East Aurora, Nueva York, cerca de Buffalo, sus artesanos influyeron en el desarrollo de muebles, libros, lámparas y trabajos en metal estadounidenses de principios del siglo XX. La colonia se basó en el Saturday Sketch Club para muchos de sus artistas, ya que el club estaba ubicado cerca de una cabaña utilizada por estudiantes de arte de Buffalo que se especializaban en pintura al óleo al aire libre.
En 1973, la hermana de Edna St. Vincent Millay, Norma, creó la Colonia Millay para las Artes en el sitio histórico de Steepletop en Austerlitz.

#### Massachusetts

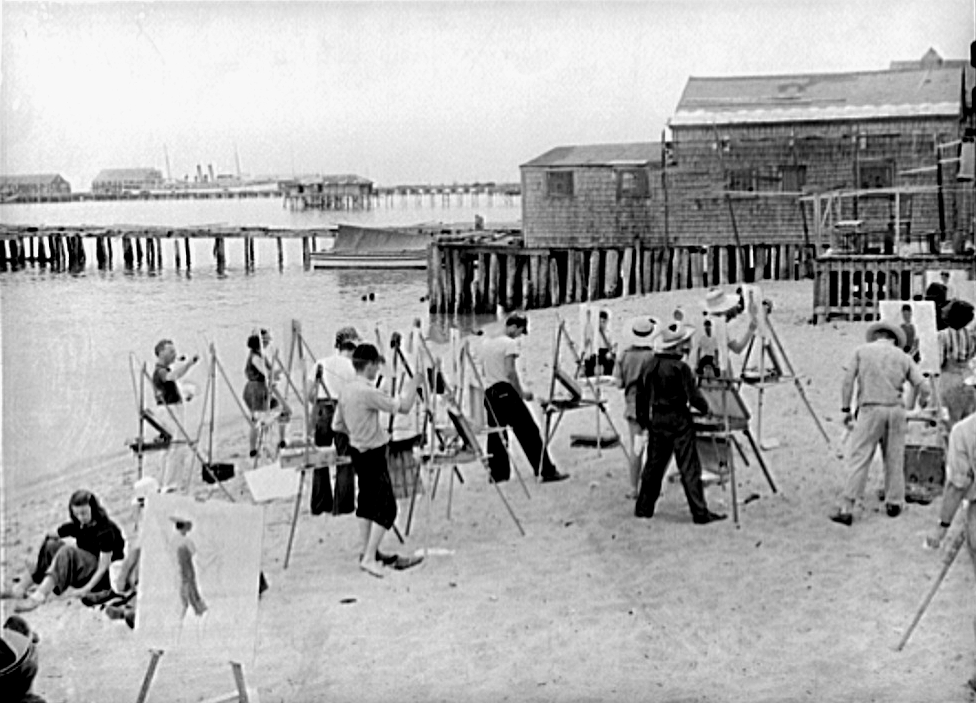
La reputación de Provincetown como centro de arte genera amplios ingresos para varias escuelas de arte. En la foto, una clase de arte al aire libre de 1940.

La colonia de arte de Provincetown nació cuando Charles Webster Hawthorne abrió allí su Escuela de Arte de Cape Cod en el verano de 1899. La escuela de arte atrajo a otros artistas y expandió la colonia, lo que llevó a la fundación de la Asociación de Arte de Provincetown . En 1916, un titular del Boston Globe informó sobre la "colonia de arte más grande del mundo en Provincetown". Provincetown afirma ser la colonia de artistas en funcionamiento continuo más antigua de los Estados Unidos. 

### El sur

#### Florida
En Delray Beach, Florida, existió una colonia estacional de artistas y escritores durante los meses de invierno desde mediados de la década de 1920 hasta principios de la de 1950. El enclave de Delray Beach destacó por atraer a muchos caricaturistas famosos de la época.

#### Maryland
En Nottingham, la Mid-Atlantic Plein Aire Company, más notable por la participación del artista William David Simmons, permanece activa. Ahora es conocida como la Asociación de Pintores de Plein Air del Atlántico Medio (MAPAPA), su misión sigue siendo la misma: educar y exponer a los artistas locales y al público en general con las tradiciones de pintura clásica.

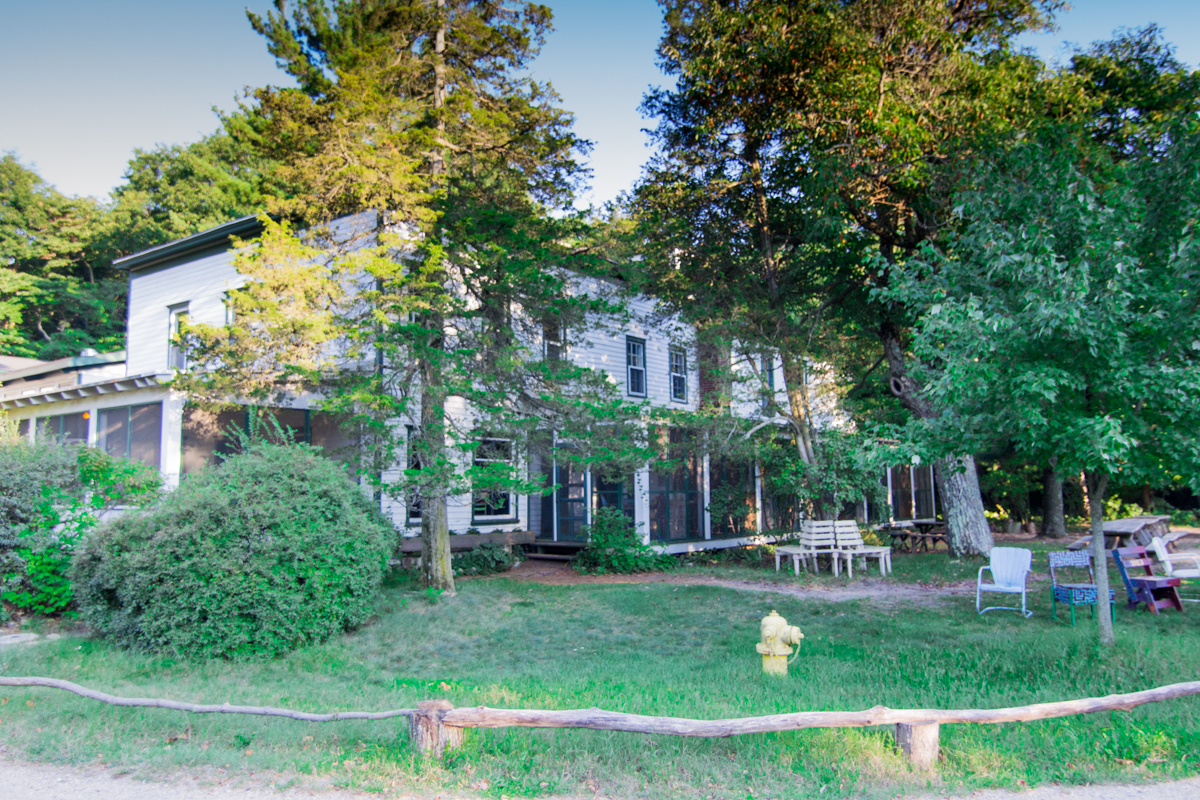
La Escuela de Arte y Residencia de Artistas Ox-bow, Saugatuck Míchigan.

### El Medio Oeste

#### Míchigan
La Escuela de Arte y Residencia de Artistas Ox-Bow fue fundada en Saugatuck en 1910 por Frederick Fursman y Walter Marshall Clute, ambos profesores de la Escuela del Instituto de Arte de Chicago (SAIC). La visión de Fursman y Clute era crear un retiro donde los profesores y los estudiantes pudieran sumergirse por completo en la creación artística, rodeados por una comunidad de apoyo de artistas y un inspirado paisaje de dunas naturales, bosques y agua.

### El Oeste

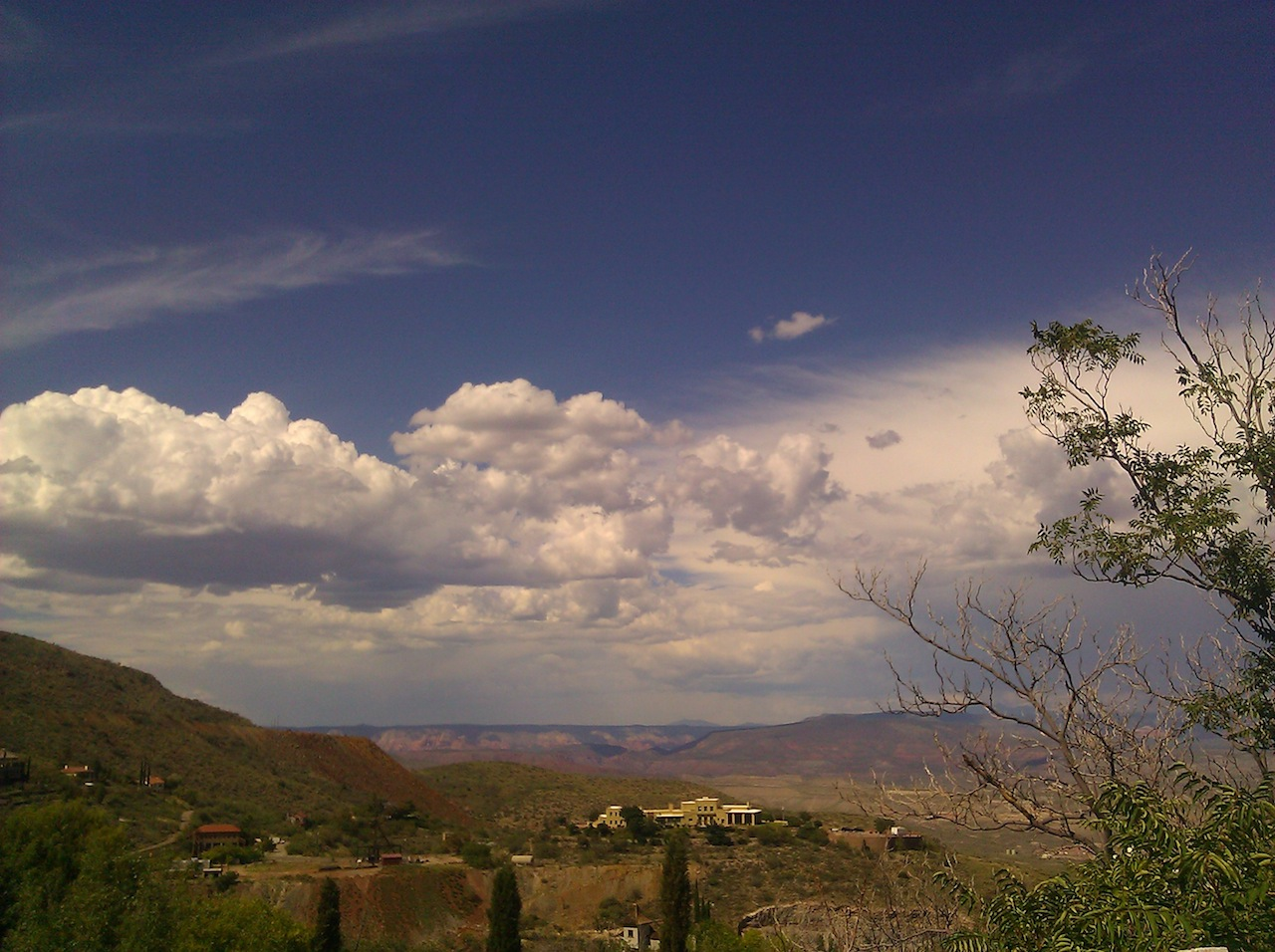
Vista desde el histórico Jerome, Arizona. El antiguo pueblo minero de cobre se convirtió en un pueblo fantasma antes de que reviviera, atrayendo tanto a turistas como a artistas.

#### Arizona
La ciudad del desierto alto de Sedona, Arizona, se convirtió en una colonia de artistas del suroeste a mediados del siglo XX. El dadaísta Max Ernst y la surrealista Dorothea Tanning llegaron de Nueva York a fines de la década de 1940, cuando la ciudad estaba poblada por menos de 500 rancheros, trabajadores de huertas, comerciantes y pequeñas comunidades de nativos americanos. En medio del escenario del Lejano Oeste, Ernst construyó una pequeña cabaña a mano en Brewer Road, y él y Tanning hospedaron a intelectuales y artistas europeos como Henri Cartier-Bresson e Yves Tanguy. Sedona demostró ser una inspiración para los artistas y para Ernst, quien compiló su libro Más allá de la pintura y completó su obra maestra escultórica Capricornio mientras vivía allí. El ambiente también inspiró al escultor egipcio Nassan Gobran a mudarse allí desde Boston y convertirse en jefe del departamento de arte de la Escuela del valle verde.
En el sur de Arizona, a principios y mediados del siglo XX, el enclave histórico de Fort Lowell en las afueras de Tucson, Arizona, se convirtió en un epicentro artístico. Las ruinas de adobe del fuerte abandonado de la Caballería de los Estados Unidos del siglo XIX habían sido adaptadas por mexicano-estadounidenses en un pequeño pueblo llamado "El Fuerte". Durante las décadas de 1920, 30 y 40, artistas, escritores e intelectuales, atraídos por la elegancia rural y el paisaje agreste del desierto de Sonora, y el romanticismo de las ruinas de adobe, comenzaron a comprar, rediseñar y construir viviendas en esta pequeña comunidad. Los artistas notables incluyeron al artista nacido en Holanda Charles Bolsius, el instructor y fotógrafo de Black Mountain College Hazel Larson Archer, la diseñadora arquitectónica y pintora Verónica Hughart, el modernista Jack Maul, los escritores y artistas franceses René Cheruy y Germaine Cheruy, y los destacados antropólogos Edward H. Spicer y Rosamond Spicer.

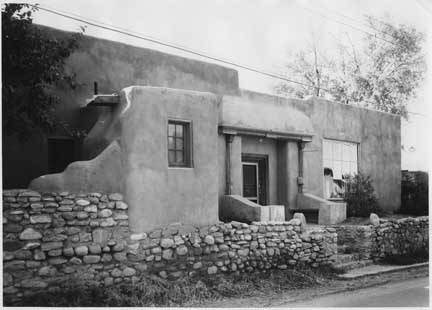
La casa del artista Gerald Cassidy en Santa Fe, alrededor de 1937. Cassidy fue miembro fundador de la colonia de arte de Santa Fe a principios del.

La pequeña ciudad histórica de Jerome, Arizona, fue una vez una próspera ciudad minera del cobre de 15.000 habitantes. Cuando la compañía minera Phelps Dodge cerró la mina United Verde y sus operaciones relacionadas en 1953, el número de residentes se desplomó a 100. Para evitar que Jerome desapareciera por completo, los residentes restantes recurrieron al turismo y al comercio minorista. Para fomentar aún más el turismo, los residentes buscaron el estatus de Monumento Histórico Nacional, que el gobierno federal otorgó en 1967. Hoy, mediante el patrocinio de festivales de música, recorridos por casas históricas, celebraciones y carreras, la comunidad logra atraer visitantes y nuevos negocios, que en el siglo XXI incluyen galerías de arte, estudios públicos en funcionamiento, tiendas de artesanía, bodegas, cafeterías, y restaurantes Muchos residentes son artistas, escritores y músicos de tiempo completo.

#### California

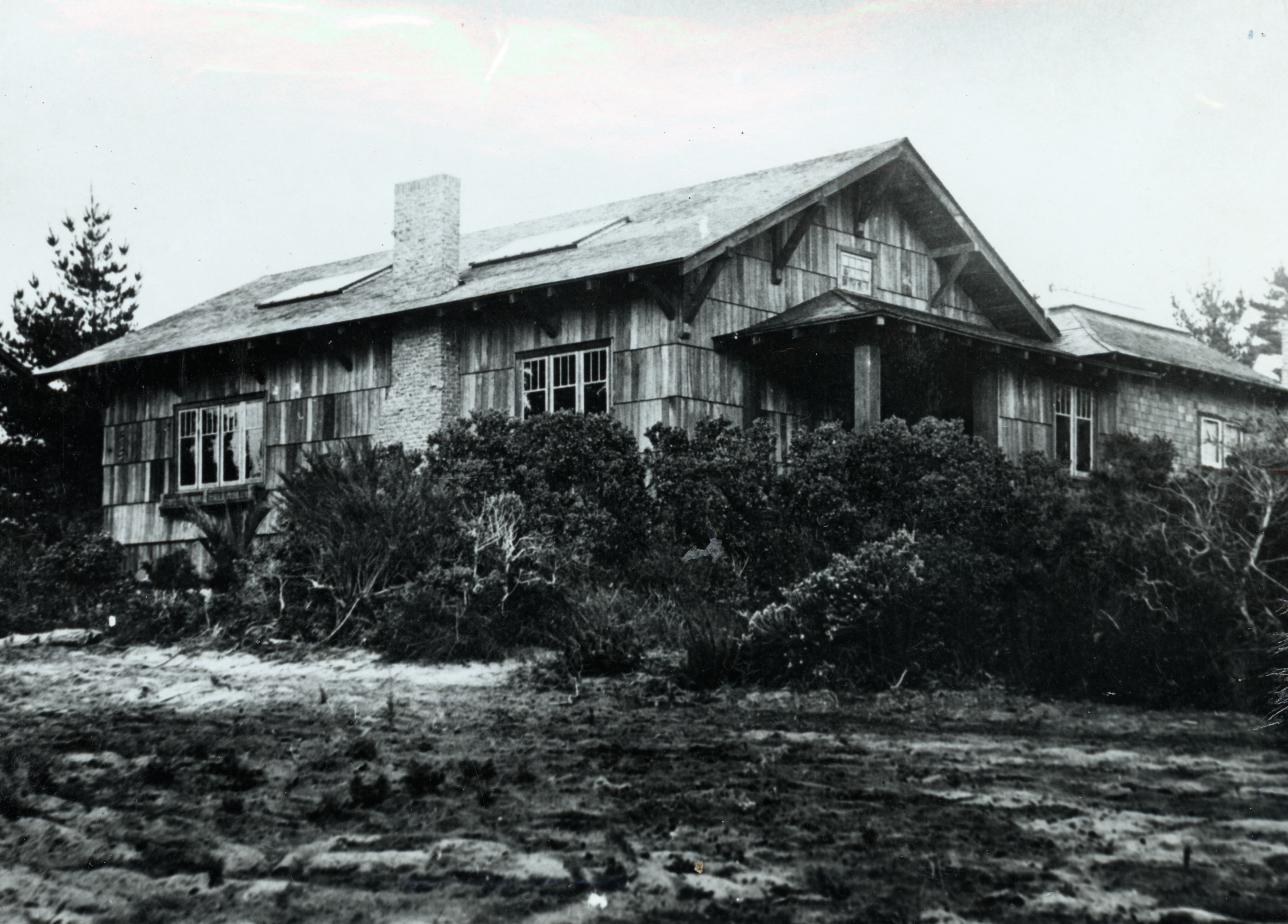
Carmel Arts & Crafts Hall en 1907 California.

James Franklin Devendorf fue uno de los fundadores del Carmel Arts and Crafts Club para apoyar las obras artísticas. Los artistas de Carmel-by-the-Sea, California se fusionaron en 1905 e incorporaron su galería de arte y salas de reuniones un año después como el Carmel Arts and Crafts Club. Organizaban exposiciones anuales y especiales, que atrajeron a distinguidos artistas visitantes de todo el país y brindaron instrucción profesional en pintura, escultura y artesanía. A instancias de su exalumna Jennie V. Cannon, William Merritt Chase fue persuadido para enseñar su última escuela de verano aquí en 1914. Entre 1919 y 1948 fue la colonia de arte más grande de la costa del Pacífico de los Estados Unidos. En 1927, la Asociación de Arte de Carmel reemplazó al Club de Artes y Oficios y es hoy el nexo de la comunidad artística en la península de Monterey, California y Big Sur. El Carmel Art Institute se estableció en 1938 e incluyó entre sus ilustres instructores a Armin Hansen y Paul Dougherty. 

#### Nuevo México
La colonia de arte de Taos en Taos, Nuevo México es un ejemplo de desarrollo más espontáneo. Una vez que los artistas comenzaron a establecerse y trabajar en Taos, otros vinieron, se abrieron galerías de arte y museos y el área se convirtió en un centro artístico, aunque no en una colonia de arte formal, como Yaddo y MacDowell.